# Ignace Dereeper
Ignace Dereeper (12 juli 1946) is een Belgisch voormalig politicus voor de CVP en CD&V. Hij was burgemeester van Oudenburg van 1989 tot 2018.

## Levensloop
Ignace Dereeper is afkomstig van Gistel. Vanaf de jaren 1960 werkte hij in een garage en bij het reisagentschap Royal Tours (later Jetair) in Oostende. Van 1976 tot 1977 werkte hij als regionaal journalist voor Het Nieuwsblad, van 1978 tot 1981 voor het NCMV en van 1981 tot 2003 bij de CM in Oostende. Vanaf 2003 werkte hij voltijds in de politiek.
Hij was in zijn jeugd al actief in het verenigingsleven, onder meer als leider bij de jeugdbewegingen KSA en KAJ. Hij ging in Oudenburg in de gemeentepolitiek en werd er in 1968 secretaris van de lokale CVP-afdeling. In 1970 nam hij een eerste keer deel aan de gemeenteraadsverkiezingen. Bij zijn tweede deelname in 1976 werd Dereeper verkozen en werd hij in 1977 schepen. Na de verkiezingen van 1982 werd hij eerste schepen en in 1989 werd hij burgemeester van Oudenburg. Dereeper bleef na de verkiezingen van 1994, 2000 en 2006 burgemeester. Ondanks verlies in 2012 werd hij opnieuw burgemeester. 
In januari 2018 kondigde Dereeper aan dat hij niet meer zou opkomen bij de verkiezingen in oktober. Schepen Peter Velle werd aangeduid als lijsttrekker. Aan zijn sinds 1989 onafgebroken burgemeestersambt kwam eerder dan verwacht een einde. Hij bood zijn ontslag aan bij de Vlaamse Regering. Na alle wettelijke procedures, die voor 1 juni werden afgerond, legde Velle de eed af als burgemeester.
Vanuit zijn functie als burgemeester bekleedde hij verschillende bestuursmandaten, onder meer bij Inter-Regies, Infrax West, Publilec, Publipart, ERSV West-Vlaanderen, EFIN, het Regionaal Economisch Sociaal Overlegcomité West-Vlaanderen, huisvestingsmaatschappij WoonWel en vzw Lavoro. Hij is of was ook voorzitter van dienstenbedrijf BOD, maatwerkbedrijf WerkPlus en De Kringwinkel Kust. Ook was hij lid van de adviesraad van de West-Vlaamse Intercommunale (WVI) en lid van het sectorcomité van de West-Vlaamse Energie- en Teledistributiemaatschappij (WVEM)
Dereeper was ook meermaals kandidaat bij de provincieraadsverkiezingen, en werd daar in 2006 voor het eerst verkozen in de provincieraad, een mandaat dat hij tot 2012 uitoefende.